# Freeman Freeman-Thomas, I marchese di Willingdon
Freeman Freeman-Thomas, I marchese di Willingdon (Eastbourne, 12 settembre 1866 – Londra, 12 agosto 1941) è stato un politico e diplomatico britannico.

## Biografia
Era l'unico figlio di Frederick Freeman-Thomas, un ufficiale della brigata fucilieri di Ratton e Yapton, e di sua moglie, Mabel, figlia del Henry Brand, I visconte Hampden. All'età di due anni il padre morì. Studiò all'Eton College e al Trinity College di Cambridge.

## Carriera politica
La sua carriera politica iniziò nel 1897, con la sua nomina ad aiutante di campo di suo suocero, che era allora il governatore di Victoria, in Australia. Al suo ritorno in Gran Bretagna, aderì al Partito Liberale e nel 1900 è stato eletto alla Camera dei Comuni per Hastings. È stato Lord del Tesoro (1905-1906). Per qualche tempo, servì come segretario del primo ministro, Herbert Henry Asquith.
Per i suoi servizi nel governo, è stato, nel 1910, nominato barone Willingdon, e l'anno successivo è stato nominato Lord-in-Waiting di Giorgio V, diventando uno dei preferiti compagni di tennis del monarca.

## Governatore di Bombay

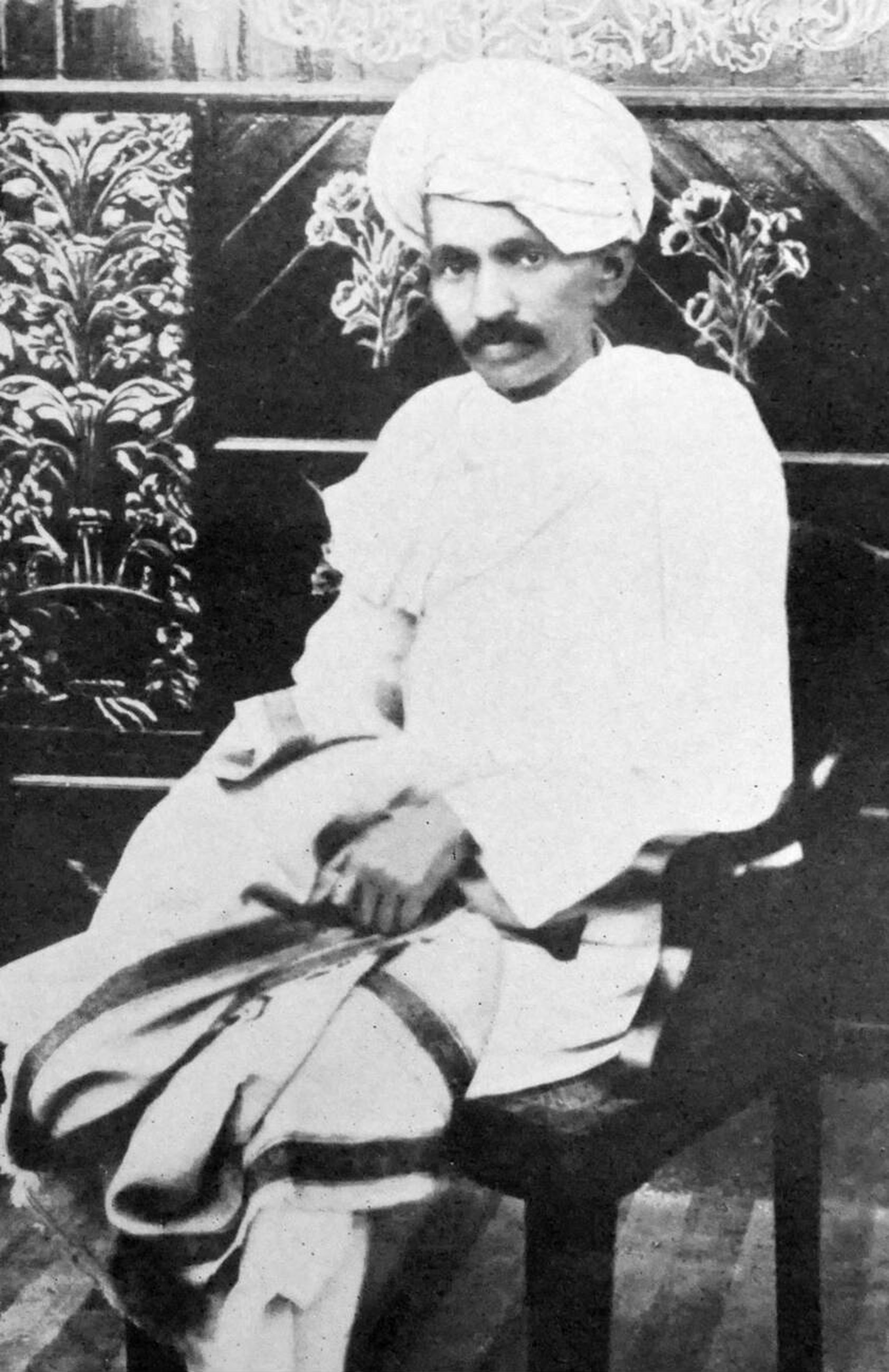
Mahatma Gandhi, 1918.

Il 17 febbraio 1913 fu nominato governatore di Bombay, sostituendo Lord Combe Sydenham. Nel giro di un anno, tuttavia, scoppiò la prima guerra mondiale, e l'India, in quanto una parte del Impero britannico, fu immediatamente coinvolta nel conflitto. Lord Willingdon si sforzò di servire la causa alleata, assumendosi la responsabilità di curare i feriti dalla Campagna della Mesopotamia. In mezzo a quei tempi oscuri, Mahatma Gandhi tornò a Bombay dal Sudafrica e Willingdon è stata una delle prime persone ad accoglierlo e invitarlo al Palazzo del Governo per un incontro formale. Questo tête-à-tête è stato il primo incontro di Willingdon che ebbe con Gandhi e ha poi descritto il leader spirituale indiano come "onesto, ma un bolscevico e per questo molto pericoloso."
Nel 1917, l'anno prima le dimissioni di Willingdon da governatore, una grave carestia scoppiò nella regione del Kheda, che ebbe effetti di vasta portata per l'economia e per gli agricoltori che non erano in grado di pagare le tasse. Kheda divenne così l'impostazione di Gandhi come prima satyagraha in India, e, con il supporto di Vallabhbhai Patel, Narhari Parikh, Mohanlal Pandya e Ravi Shankar Vyas, ha organizzato un Gujarat Sabha. Le persone sotto l'influenza di Gandhi hanno inviato una petizione a Willingdon, chiedendo che annullasse le imposte per quell'anno. Tuttavia, il Governo rifiutò e consigliò al Governatore di iniziare a confiscare i beni con la forza, portando Gandhi ad iniziare una resistenza di non violenta verso il governo, che alla fine ci riuscì e divenne famoso in tutta l'India dopo la partenza di Willingdon dalla colonia.

## Governatore di Madras
Willingdon tornò nel Regno Unito da Bombay solo per breve tempo prima di essere nominato, il 10 aprile 1919, come il Governatore di Madras. Così, nel novembre del 1920, Willingdon acconsentì le prime elezioni per il Consiglio Legislativo di Madras , tuttavia, a causa della loro adesione al movimento di Gandhi, il Partito della Giustizia è stato successivamente portato al potere. Willingdon nominò Agaram Subbarayalu Reddiar come premier e il principe Arturo, duca di Connaught e Strathearn (ex Governatore generale del Canada) ha aperto la prima riunione dell'Assemblea legislativa.
L'anno successivo, scoppiarono una serie di rivolte comunali. A seguito di una serie di casi di incendi dolosi, saccheggi e assalti, Willingdon dichiarò la legge marziale prima che il governo indiano inviò una grande forza per sedare le rivolte. Inoltre 10.000 lavoratori del Buckingham e Carnatic Mills della città di Madras, organizzarono uno sciopero generale di sei mesi e scontri tra chi era a favore dello sciopero e chi no, che sono stati, ancora una volta, sedati con l'intervento della polizia.
Il 24 giugno 1924, al suo ritorno in patria, fu nominato visconte Willingdon e barone Willingdon.

## Governatore generale del Canada

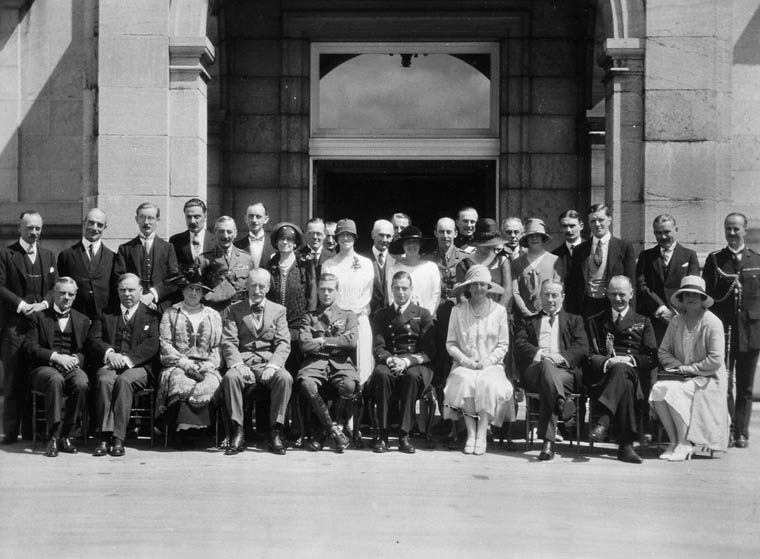
I principi Edoardo e Giorgio, insieme al marchese Willingdon, fuori Rideau Hall, 1927.

Il 5 agosto 1926 Giorgio V aveva approvato la raccomandazione del suo primo ministro, Stanley Baldwin, di nominare Willingdon come nuovo Governatore Generale delCanada.
Egli arrivò a Québec nel 1926 e prestò giuramento come governatore generale il 2 ottobre, in una cerimonia nel salone rosso degli edifici del parlamento del Québec. Il suo viaggio successivo fu a Ottawa, per prendere posto a Rideau Hall.
Fu il primo governatore generale a viaggiare in aereo, nonché il primo a fare visite ufficiali all'estero (Caraibi nel 1929 e Stati Uniti nel 1927). In quella visita, il Governatore generale è stato accolto a Washington da Vincent Massey, che avrebbe in seguito lui stesso nominato Governatore generale del Canada.
In Canada, Willingdon ospitò i membri della famiglia reale, tra cui i due figli del re, il principe Edoardo, Principe di Galles e il principe Giorgio, che, insieme a Baldwin, è vissero in Canada e parteciparono alle celebrazioni del Giubileo di diamante della Confederazione. Pochi mesi prima della fine del suo mandato, Willingdon venne nominato, il 23 febbraio 1931, il conte di Willingdon e visconte Ratendone.
Per tutta la durata del suo incarico, il conte e la contessa di Willingdon favorirono il loro apprezzamento delle arti, introducendo la Arts Competition Willingdon, che dispensavano premi per la pittura e scultura. Hanno anche lasciato al Rideau Hall una collezione di tappeti e oggetti d'arte che avevano raccolto durante i loro viaggi in giro per l'India e la Cina, e molti dei quali sono stati restaurati nel 1993 per la Long Gallery di Rideau Hall. Tuttavia, i gusti di Willingdon includevano anche gli sport, in particolare la pesca, tennis, pattinaggio, sci, curling, cricket e golf. Per questi ultimi, egli nel 1927 donò al Royal Canadian Golf Association la Coppa Willingdon per interprovinciale gara di golf amatoriale.

## Viceré e governatore generale dell'India

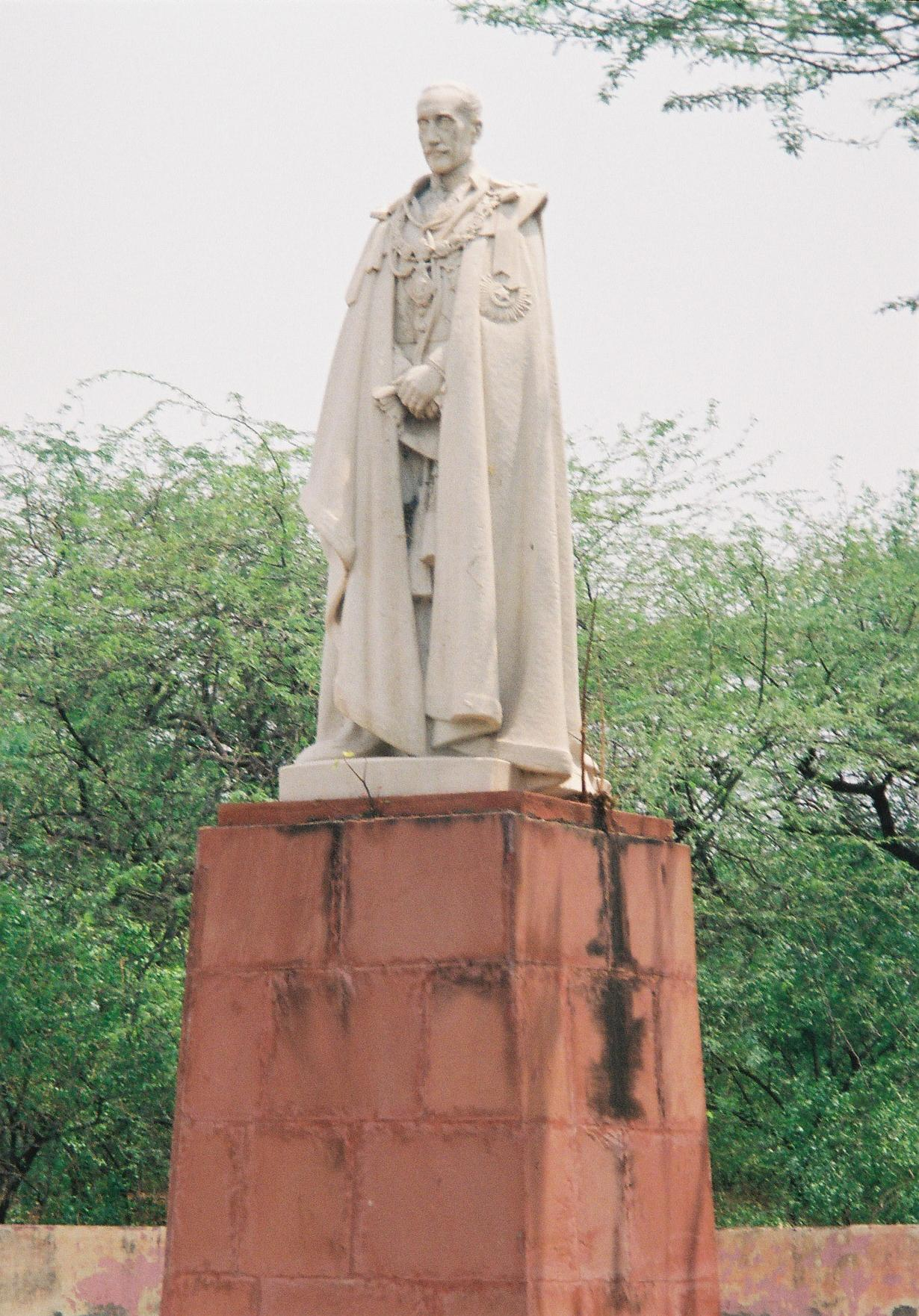
Statua di Lord Willingdon a Coronation Park, Nuova Delhi.

Conclusa la carica di Governatore generale del Canada, Willingdon ricevette la notizia che stava per essere rimandato in India come viceré e Governatore generale. Quando Willingdon arrivò di nuovo in India, il paese era afferro dalla Grande depressione.
Allo stesso tempo, Willingdon dovette affrontare le conseguenze dei movimenti nazionalistici che Gandhi aveva precedentemente iniziato quando Willingdon era governatore di Bombay e poi Madras. Contro gli agitatori indiani, il Viceré adottò misure molto più severe, a differenza dei suoi predecessori, che avevano favorito le tattiche di riconciliazione. Nel 1931 ordinò l'arresto di Gandhi e il movimento di disobbedienza civile venne soffocato, migliaia di membri del Congresso arrestati, ognuno dei quali portò minacce di morte a Willingdon.
Fece costruire il Barrage Lloyd, costruendo una diga di fronte alla foce del fiume Indo, che creò milioni di posti di lavoro. Inoltre, Willingdon stabilito il Willingdon Airfield (ora conosciuto come Safdarjung Airport) a Nuova Delhi e, dopo che gli è stato negato l'ingresso al Royal Bombay Yacht Club, perché era accompagnato da amici indiani,  Willingdon creò il Willingdon Sports Club di Bombay, con l'ingresso a indiani e inglesi e che opera ancora oggi.

## Matrimonio
Sposò, il 20 luglio 1892, Lady Marie Brassey (1875-30 gennaio 1960), figlia di Thomas Brassey, I conte Brassey e Anne Allnutt. Ebbero due figli:
- Frederick Gerard Freeman-Thomas (3 maggio 1893-14 settembre 1914);
- Inigo Freeman-Thomas, II marchese di Willingdon (25 luglio 1899-1979).

## Ultimi anni e morte
Egli è stato nominato da Giorgio V, Lord Guardiano dei Cinque Porti, una delle più alte onorificenze elargite dal sovrano e, di norma, riservato ai membri della famiglia reale e agli ex primi ministri. Il 26 maggio 1936 è stato creato da Edoardo VIII marchese di Willingdon.
Non cessò del tutto la vita diplomatica: intraprese una missione in Sud America. Nel 1940, ha rappresentato il Regno Unito alle celebrazioni per il centenario della colonizzazione della Nuova Zelanda. L'anno successivo, tuttavia, il 12 agosto, il marchese di Willingdon morì a Londra, e le sue ceneri furono sepolte all'Abbazia di Westminster.

## Ascendenza
|                                                  |                                |                                     | Genitori                              |  |  | Nonni |  |  | Bisnonni             |  |  | Trisnonni      |  |
|                                                  |                                |                                     |                                       |  |  |       |  |  | Inigo Freeman Thomas |  |  | Arthur Freeman |  |
|                                                  |                                |                                     |                                       |  |  |       |  |  | Inigo Freeman Thomas |  |  | Arthur Freeman |  |
|                                                  |                                | Margaret Thomas                     |                                       |  |  |       |  |  | Inigo Freeman Thomas |  |  |                |  |
| Freeman Thomas                                   |                                |                                     |                                       |  |  |       |  |  | Inigo Freeman Thomas |  |  |                |  |
|                                                  |                                | Frances Anne Brodrick               | George Brodrick, IV visconte Midleton |  |  |       |  |  |                      |  |  |                |  |
|                                                  |                                | Frances Anne Brodrick               | George Brodrick, IV visconte Midleton |  |  |       |  |  |                      |  |  |                |  |
|                                                  |                                | Frances Anne Brodrick               | Frances Pelham                        |  |  |       |  |  |                      |  |  |                |  |
| Freeman Frederick Thomas                         |                                | Frances Anne Brodrick               |                                       |  |  |       |  |  |                      |  |  |                |  |
|                                                  |                                | Thomas Frederick                    | Marescoe Frederick                    |  |  |       |  |  |                      |  |  |                |  |
|                                                  |                                | Thomas Frederick                    | Marescoe Frederick                    |  |  |       |  |  |                      |  |  |                |  |
|                                                  |                                | Thomas Frederick                    | Sarah Pickering                       |  |  |       |  |  |                      |  |  |                |  |
| Amelia Frederick                                 |                                | Thomas Frederick                    |                                       |  |  |       |  |  |                      |  |  |                |  |
|                                                  |                                | Anne Susannah Glasse                | John Glasse                           |  |  |       |  |  |                      |  |  |                |  |
|                                                  |                                | Anne Susannah Glasse                | John Glasse                           |  |  |       |  |  |                      |  |  |                |  |
|                                                  |                                | Anne Susannah Glasse                | Susanna Smith                         |  |  |       |  |  |                      |  |  |                |  |
| Freeman Freeman-Thomas, I marchese di Willingdon |                                | Anne Susannah Glasse                |                                       |  |  |       |  |  |                      |  |  |                |  |
|                                                  | Henry Trevor, XXI barone Dacre | Thomas Brand                        |                                       |  |  |       |  |  |                      |  |  |                |  |
|                                                  | Henry Trevor, XXI barone Dacre | Thomas Brand                        |                                       |  |  |       |  |  |                      |  |  |                |  |
|                                                  | Henry Trevor, XXI barone Dacre | Gertrude Roper, XIX baronessa Dacre |                                       |  |  |       |  |  |                      |  |  |                |  |
| Henry Brand, I visconte Hampden                  | Henry Trevor, XXI barone Dacre |                                     |                                       |  |  |       |  |  |                      |  |  |                |  |
|                                                  |                                | Pyne Crosbie                        | Maurice Crosbie                       |  |  |       |  |  |                      |  |  |                |  |
|                                                  |                                | Pyne Crosbie                        | Maurice Crosbie                       |  |  |       |  |  |                      |  |  |                |  |
|                                                  |                                | Pyne Crosbie                        | Pyne Leigh Cavendish                  |  |  |       |  |  |                      |  |  |                |  |
| Mabel Celia Brand                                |                                | Pyne Crosbie                        |                                       |  |  |       |  |  |                      |  |  |                |  |
|                                                  |                                | Robert Ellice                       | Alexander Ellice                      |  |  |       |  |  |                      |  |  |                |  |
|                                                  |                                | Robert Ellice                       | Alexander Ellice                      |  |  |       |  |  |                      |  |  |                |  |
|                                                  |                                | Robert Ellice                       | Ann Russell                           |  |  |       |  |  |                      |  |  |                |  |
| Eliza Ellice                                     |                                | Robert Ellice                       |                                       |  |  |       |  |  |                      |  |  |                |  |
|                                                  |                                | Eliza Courtney                      | Charles Grey, II conte Grey           |  |  |       |  |  |                      |  |  |                |  |
|                                                  |                                | Eliza Courtney                      | Charles Grey, II conte Grey           |  |  |       |  |  |                      |  |  |                |  |
|                                                  |                                | Eliza Courtney                      | Georgiana Spencer                     |  |  |       |  |  |                      |  |  |                |  |
|                                                  |                                | Eliza Courtney                      |                                       |  |  |       |  |  |                      |  |  |                |  |

## Onorificenze

### Militari
| Forza militare           | Unità                                    | Posizione  | Anno      |
| ------------------------ | ---------------------------------------- | ---------- | --------- |
| Forze armate canadesi    | Governor General's Horse Guards          | Colonnello | 1926-1931 |
| Forze armate canadesi    | Governor General's Foot Guards           | Colonnello | 1926-1931 |
| Forze armate canadesi    | Canadian Grenadier Guards                | Colonnello | 1926-1931 |
| Forze armate britanniche | 5º battaglione del Royal Sussex Regiment | Colonnello | 1936-1941 |